# Визиготска Хиспанија
Визиготска Хиспанија је назив којим се обележава период визиготске државе на територији Иберијског полуострва, од пропасти код Вујеа 507. године до пропасти код Гвадалете 711. До 507. године Визиготско краљевство, са центром у Тулузу, је контролисало Аквитанију и Нарбонску Галију и већи део Хиспаније, са изузетком краљевства Свева на северозападу и малих делова под влашћу Баска. Године 507. Франци на челу са краљем Хлодовехом поразили су Визиготе у бици код Вујеа у којој је погинуо визиготски краљ Аларих II. Након његове смрти, визиготска аристократија је одвела његовог наследника, Амалариха (који је био још дете) прво у Нарбон, који је био последњи визиготски посед у Галији, а затим преко Пиринеја у Хиспанију. Центар визиготске власти прво је прешао кратко у Барселону, а затим у Толедо.
Од 511. до 526. Визиготи су били у блиском савезу са Остроготима на чијем је челу био Теодорих Велики. Половином 6. века, дошло је до борбе око визиготског престола и источноримски цар Јустинијан I је на позив једног од претендената, Атанагилда, послао војску под командом Либерија на полуострво. Пошто је Атанагилд победио, Византинци нису показивали намеру да се повуку и заузели су југоисточни део полуострва где су се задржали следећих 754 година, основавши провинцију по имену Спанија на ма уском појасу уз средоземну обалу што је грубо одговарало античкој провинцији Бетики. 
Последњи аријански краљ Визигота Леовигилд, покорио је и већину најсевернијих области (Кантабрија) 574, краљевство Свева 585. године и повратио део јужних области од Византинаца. Освајање византијских поседа довршио је Свинтила 624. године.
Након сталних унутрашњих борби око престола које су само слабиле државу, почетком 8. века појавио се нови непријатељ -- муслимански Арпи, који ће 711. године освојити цело полуострво и уништити Визиготско краљевство на Иберијском полуострву.